# Strada nazionale 27 di Val Monastero
La strada nazionale 27 di Val Monastero era una strada nazionale del Regno d'Italia, che congiungeva Sluderno alla Svizzera, percorrendo l'omonima valle
Venne istituita nel 1923 con il percorso "Scludern [sic] - Confine con la Svizzera".
Nel 1928, in seguito all'istituzione dell'Azienda Autonoma Statale della Strada (AASS) e alla contemporanea ridefinizione della rete stradale nazionale, il suo tracciato costituì per intero la strada statale 41 di Val Monastero.